# Roy Scheider
Roy Scheider (Orange, New Jersey, 1932. november 10. – Little Rock, Arkansas, 2008. február 10.) amerikai filmszínész.

## Élete és pályafutása
Német származású protestáns apától és katolikus ír anyától született. Fiatal korában aktívan sportolt, az atletizálás mellett a baseball és a boksz volt a kedvelt sportága, 1947 és 1958 között szülőhelyén, Jersey-ben amatőr bokszoló is volt, 10 versenyéből 9-et KO-val nyert meg. Később aztán inkább a színház felé fordult az érdeklődése. Három évig a Légierőnél is szolgált, majd tévésorozatokban szerepelt.
Első filmszerepe egy 1964-es kis költségvetésű horrorfilmben volt. 1971-ben kapott először fontos szerepeket, előbb az Alan J. Pakula rendezte Klute című krimiben Donald Sutherland mellett, majd a William Friedkin által rendezett Francia kapcsolat című krimiben, melyben Gene Hackman volt a partnere; ezért a szerepért jelölték először Oscar-díjra a „legjobb férfi mellékszereplő” kategóriában.
1975-ben játszotta talán legismertebb szerepét, Brody rendőrfőnököt a Steven Spielberg rendezte Cápa című kalandfilmben, majd annak folytatásában is 1978-ban. 1976-ban a Maraton életre-halálra című kémfilmben bukkant fel Dustin Hoffman és Laurence Olivier mellett. Ugyanebben az évben a szintén William Friedkin rendezte A félelem ára című kalandfilmben is szerepelt, mely az 1953-as A félelem bére című film feldolgozása volt. 1979-ben a Jonathan Demme rendezte Utolsó ölelés című thriller mellett a Mindhalálig zene című Bob Fosse-musical főszerepe is az övé volt, ezért a szerepért másodszor is Oscarra jelölték a „legjobb férfi főszereplő” kategóriában.
Következő ismert filmje az 1983-as Kék villám című akciófilm volt, majd az 1984-es 2010 – A kapcsolat éve című sci-fi, mely a 2001: Űrodüsszeia folytatása volt. Később több különböző, hullámzó színvonalú filmben szerepelt, a legismertebbek ezek közül az Oroszország-ház (1990), a Meztelen ebéd (1991) és a Rómeó vérzik (1993).
A kilencvenes évek derekától többségében már csak kis költségvetésű, direkt videóra gyártott filmekben kapott szerepeket. Sorozatokban is szerepelt, mint például a szintén Steven Spielberghez köthető SeaQuest DSV-ben, ahol az egyik főszereplő volt, de szerepelt a Harmadik műszak című amerikai sorozat több epizódjában is, ahol egy orosz maffiózót alakított.

## Halála
2008. február 10-én rákbetegségben hunyt el, miután azt 2004-ben diagnosztizálták, majd csontvelő-átültetésen is átesett.

## Magánélete
Scheider kétszer nősült, első feleségével 1962-től 1986-ig élt együtt. 1989-ben házasodott újra, második feleségével haláláig együtt élt. Első feleségétől egy lánya, másodiktól egy fia született, utóbbi szintén színész.
A filmszínész politikailag is elkötelezett volt: több civil mozgalomban vett részt, tüntetett többek között az iraki háború ellen is.

## Filmográfia

### Film
| Év   | Magyar cím                       | Eredeti cím                                  | Szerep                                 | Magyar hang       |
| ---- | -------------------------------- | -------------------------------------------- | -------------------------------------- | ----------------- |
| 1964 |                                  | The Curse of the Living Corpse               | Philip Sinclair                        |                   |
| 1968 | Papíroroszlán                    | Paper Lion                                   | futballista (stáblistán nem szerepel)  |                   |
| 1969 |                                  | Stiletto                                     | Bennett                                |                   |
| 1970 |                                  | Loving                                       | Skip                                   |                   |
| 1970 |                                  | Puzzle of a Downfall Child                   | Mark                                   |                   |
| 1971 | Klute                            | Klute                                        | Frank Ligourin                         | Balkay Géza       |
| 1971 | Francia kapcsolat                | The French Connection                        | Buddy 'Borús' Russo nyomozó            | Sinkó László      |
| 1972 | A merénylők                      | L'Attentat                                   | Michael Howard                         | Sinkó László      |
| 1972 | Meghalt egy ember                | Un homme est mort                            | Lenny                                  | Szersén Gyula     |
| 1972 | Meghalt egy ember                | Un homme est mort                            | Lenny                                  | Haás Vander Péter |
| 1972 | Hétpróbás gazemberek             | The Seven-Ups                                | Buddy                                  | Varga T. József   |
| 1975 | Sheila meghalt és New Yorkban él | Sheila Levine Is Dead and Living in New York | Sam Stoneman                           | Tordy Géza        |
| 1975 | A cápa                           | Jaws                                         | Martin Brody rendőrfőnök               | Dunai Tamás       |
| 1975 | A cápa                           | Jaws                                         | Martin Brody rendőrfőnök               | Trokán Péter      |
| 1976 | Maraton életre-halálra           | Marathon Man                                 | Henry 'Doc' Levy ügynök                | Fülöp Zsigmond    |
| 1977 | A félelem ára                    | Sorcerer                                     | Scanlon / Dominguez                    | Jakab Csaba       |
| 1978 | A cápa 2.                        | Jaws 2                                       | Martin Brody rendőrfőnök               | Trokán Péter      |
| 1978 | A cápa 2.                        | Jaws 2                                       | Martin Brody rendőrfőnök               | Epres Attila      |
| 1979 | Utolsó ölelés                    | Last Embrace                                 | Harry Hannan                           | Fülöp Zsigmond    |
| 1979 | Mindhalálig zene                 | All That Jazz                                | Joe Gideon                             | Csankó Zoltán     |
| 1982 | Az éjszaka csendje               | Still of the Night                           | Sam Rice                               | Tordy Géza        |
| 1982 | Az éjszaka csendje               | Still of the Night                           | Sam Rice                               | Barbinek Péter    |
| 1983 | Kék villám                       | Blue Thunder                                 | Frank Murphy nyomozó                   | Fülöp Zsigmond    |
| 1984 | 2010 – A kapcsolat éve           | 2010                                         | Dr. Heywood Floyd                      | Balázsi Gyula     |
| 1985 |                                  | Mishima: A Life in Four Chapters             | narrátor (hangja)                      |                   |
| 1986 | Férfiak klubja                   | The Men's Club                               | Cavanaugh                              | Juhász Jácint     |
| 1986 | Tíz másodperc az élet            | 52 Pick-Up                                   | Harry Mitchell                         | Juhász Jácint     |
| 1986 | Tíz másodperc az élet            | 52 Pick-Up                                   | Harry Mitchell                         | Németh Gábor      |
| 1987 | Cápa 4. – A cápa bosszúja        | Jaws: The Revenge                            | Martin Brody nyomozó (archív felvétel) |                   |
| 1989 | Cohen és Tate                    | Cohen and Tate                               | Cohen                                  | Barbinek Péter    |
| 1989 | Idehallgass!                     | Listen to Me                                 | Charlie Nichols                        |                   |
| 1989 | Egy null a halálnak              | Night Game                                   | Mike Seaver                            | Kárpáti Tibor     |
| 1990 | Az utolsó háború                 | The Fourth War                               | Jack Knowles ezredes                   | Beregi Péter      |
| 1990 | Az utolsó háború                 | The Fourth War                               | Jack Knowles ezredes                   | Reviczky Gábor    |
| 1990 | Az utolsó háború                 | The Fourth War                               | Jack Knowles ezredes                   | Végvári Tamás     |
| 1990 | Oroszország-ház                  | The Russia House                             | Russell                                | Mécs Károly       |
| 1991 | Meztelen ebéd                    | Naked Lunch                                  | Dr. Benway                             | Tordy Géza        |
| 1993 | Rómeó vérzik                     | Romeo Is Bleeding                            | Don Falcone                            | Győry Emil        |
| 1997 | Nem vagyunk már ugyanazok        | The Myth of Fingerprints                     | Hal                                    | Fülöp Zsigmond    |
| 1997 | Szökevények                      | Plato's Run                                  | Senarkian                              | Fülöp Zsigmond    |
| 1997 | Rabold el az elnököt!            | Executive Target                             | Carlson elnök                          | Versényi László   |
| 1997 | Rabold el az elnököt!            | Executive Target                             | Carlson elnök                          | Fülöp Zsigmond    |
| 1997 | Rabold el az elnököt!            | Executive Target                             | Carlson elnök                          | Dobos Imre        |
| 1997 | Ölni a múltért                   | The Rage                                     | John Taggart                           | Fülöp Zsigmond    |
| 1997 | Visszaszámlálás                  | The Peacekeeper                              | Bob Baker elnök                        | Fülöp Zsigmond    |
| 1997 | Az esőcsináló                    | The Rainmaker                                | Wilfred Keeley                         | Versényi László   |
| 1997 |                                  | The Definite Maybe                           | Eddie Jacobsen                         |                   |
| 1998 | Con Train – A fegyencvonat       | Evasive Action                               | Enzo Marcelli                          | Fülöp Zsigmond    |
| 1998 | Szülő ellen nincs orvosság       | Better Living                                | Tom                                    | Végvári Tamás     |
| 1998 | The White Raven – A fehér holló  | The White Raven                              | Tom Heath                              |                   |
| 2000 | Nukleáris kapcsoló               | Chain of Command                             | Jack Cahill elnök                      | Fülöp Zsigmond    |
| 2000 |                                  | Falling Through                              | Earl                                   |                   |
| 2000 |                                  | The Doorway                                  | Lamont professzor                      |                   |
| 2000 | Pánik a föld alatt               | Daybreak                                     | Stan Marshall                          |                   |
| 2001 | Képtelen kémelme                 | Time Lapse                                   | La Nova ügynök                         |                   |
| 2002 |                                  | Texas 46                                     | Gartner ezredes                        |                   |
| 2002 | Az angyalok nem alszanak         | Angels Don't Sleep Here                      | Harry Porter polgármester              |                   |
| 2003 | A nép szava                      | Citizen Verdict                              | 'Bull' Tyler kormányzó                 | Fülöp Zsigmond    |
| 2003 | Drakula 2. – Mennybemenetel      | Dracula II: Ascension                        | Siqueros bíboros                       |                   |
| 2003 |                                  | Red Serpent                                  | Hassan                                 |                   |
| 2004 | A megtorló                       | The Punisher                                 | Frank Castle Sr.                       | Áron László       |
| 2005 | Drakula 3. – Az örökség          | Dracula III: Legacy                          | Siqueros bíboros                       |                   |
| 2005 | A szomszéd nője                  | Love Thy Neighbor                            | Fred                                   |                   |
| 2006 |                                  | Last Chance (rövidfilm)                      | Cumberland                             |                   |
| 2007 |                                  | Chicago 10 (dokumentumfilm)                  | Julius Hoffman bíró (hangja)           |                   |
| 2007 | A költő                          | The Poet                                     | Rabbi                                  | Balázsi Gyula     |
| 2007 | Kék vér                          | If I Didn't Care                             | Linus Boyer                            |                   |
| 2007 |                                  | The Shark Is Still Working (dokumentumfilm)  | narrátor (hangja)                      |                   |
| 2008 |                                  | Dark Honeymoon                               | Sam                                    |                   |
| 2009 |                                  | Beautiful Blue Eyes (posztumusz megjelenés)  | Joseph                                 |                   |

### Televízió
| Év        | Magyar cím                         | Eredeti cím                                                     | Szerep                  | Megjegyzések                                           |
| --------- | ---------------------------------- | --------------------------------------------------------------- | ----------------------- | ------------------------------------------------------ |
| 1955      |                                    | The United States Steel Hour                                    | táncos                  | 1 epizód                                               |
| 1962      |                                    | The Edge of Night                                               | Kenny                   |                                                        |
| 1964      |                                    | Camera Three                                                    | Face                    | 1 epizód                                               |
| 1965–1966 |                                    | Love of Life                                                    | Jonas Falk              |                                                        |
| 1966      |                                    | Lamp at Midnight                                                | Francesco Barberini     | tévéfilm                                               |
| 1967      |                                    | The Secret Storm                                                | Bob Hill                |                                                        |
| 1967      |                                    | Coronet Blue                                                    | lakástulajdonos         | 1 epizód                                               |
| 1968      |                                    | N.Y.P.D.                                                        | Paul Jason              | 1 epizód                                               |
| 1969      |                                    | This Town Will Never Be the Same                                | előadóművész            | tévéfilm                                               |
| 1971      |                                    | Cannon                                                          | Dan Bowen               | 1 epizód                                               |
| 1972      |                                    | Assignment: Munich                                              | Jake Webster            | tévéfilm                                               |
| 1983      |                                    | Jacobo Timerman: Prisoner Without a Name, Cell Without a Number | Jacob Timerman          | tévéfilm                                               |
| 1983      | A tigrisek városa                  | Tiger Town                                                      | Billy Young             | - tévéfilm - magyar hangja: - Szokolay Ottó            |
| 1985      | Saturday Night Live                | Saturday Night Live                                             | házigazda               | 1 epizód                                               |
| 1990      | Villamosszék villanófényben        | Somebody Has to Shoot the Picture                               | Paul Marish             | tévéfilm                                               |
| 1993      | A halál neve Caliph                | Wild Justice                                                    | Peter Stride            | - tévéfilm - magyar hangja: - Mécs Károly              |
| 1993–1995 | SeaQuest DSV – A mélység birodalma | seaQuest DSV                                                    | Nathan Bridger kapitány | - 47 epizód - magyar hangja: - Fülöp Zsigmond          |
| 1998      |                                    | Money Play$                                                     | Johnny Tobin            | tévéfilm                                               |
| 1999      | Ezüst farkas                       | Silver Wolf                                                     | John Rockwell           | - tévéfilm - magyar hangja: - Sörös Sándor             |
| 1999      | A hetedik tekercs                  | The Seventh Scroll                                              | Grant Schiller          | - minisorozat (3 epizód) - magyar hangja: - Tordy Géza |
| 1999      | Az aranypolgár születése           | RKO 281                                                         | George Schaefer         | - tévéfilm - magyar hangja: - Fülöp Zsigmond           |
| 2001      | Gyémántvadászok                    | Diamond Hunters                                                 | Jacob Van der Byl       | - tévéfilm - magyar hangja: - Kertész Péter            |
| 2002      | Lear főnök: Texas királya          | King of Texas                                                   | Henry Westover          | - tévéfilm - magyar hangja: - Fülöp Zsigmond           |
| 2002      | Harmadik műszak                    | Third Watch                                                     | Fyodor Chevchenko       | 6 epizód                                               |
| 2005      |                                    | Carrier: Arsenal of the Sea                                     | narrátor (hangja)       | dokumentumfilm                                         |
| 2007      | Esküdt ellenségek: Bűnös szándék   | Law & Order: Criminal Intent                                    | Mark Ford Brady         | 1 epizód                                               |
| 2007–2009 | Family Guy                         | Family Guy                                                      | önmaga (hangja)         | 2 epizód                                               |

## Fordítás
- Ez a szócikk részben vagy egészben  a   Roy Scheider című angol Wikipédia-szócikk ezen változatának fordításán alapul.  Az eredeti cikk szerkesztőit annak laptörténete sorolja fel. Ez a jelzés csupán a megfogalmazás eredetét és a szerzői jogokat jelzi, nem szolgál a cikkben szereplő információk forrásmegjelöléseként.